# Pierre Guénin
Pour les articles homonymes, voir Guénin (homonymie).
Pierre Guénin, né le 19 février 1927 à Étampes et mort le 27 février 2017 à Paris 10e,, est un auteur, éditeur, journaliste, militant LGBT et pionnier de la presse gay en France.
 (janvier 2024).
Si vous disposez d'ouvrages ou d'articles de référence ou si vous connaissez des sites web de qualité traitant du thème abordé ici, merci de compléter l'article en donnant les références utiles à sa vérifiabilité et en les liant à la section « Notes et références ».

## Biographie
À 16 ans, Pierre Guénin rêve de devenir comédien, suit les cours Simon (avec Jacqueline Maillan, Pierre Mondy, Jean Carmet, etc.) et obtient des petits rôles dans plusieurs films (Olivia, Le Roi des camelots, La Veste en jean). 
Grâce à l’historien du cinéma Charles Ford qui lance l’hebdo Ciné-Coulisses, il s’oriente vers le journalisme. Il en devient peu après le rédacteur en chef à 21 ans. Engagé en 1953 par le magazine Cinémonde, il crée des concepts de reportages, d’interviews vachards qui interpellent (« Jeu de la Vérité » et « 24 heures avec ») et met au point sa première rubrique érotique, le « Biceps-appeal » où il impose l’érotisme au masculin, non sans provoquer les railleries, les quolibets de ses confrères. 
Cette homophobie lui donne le courage de créer, en 1966, les éditions S.A.N. Risquant le courroux de la censure, il devient l’éditeur des premiers magazines homosexuels (« Eden », « Olympe », « In », « Hommes », « Jean-Paul » & « Off spectacles ») au grand émoi de la police mondaine qui le convoque chaque trimestre pour lui demander de supprimer des rubriques qu’elle juge provocantes ou licencieuses. Il informe ses lecteurs de toute l’actualité des arts, des spectacles, des livres gays dans In Magazine, et sur les lieux de rencontre dans le précieux Guide In, ce qui lui vaut deux interdits en 1978 sous Giscard d’Estaing. 
Les éditions S.A.N. fermeront en 1995 après avoir édité pas moins de 338 magazines et reçu un énorme courrier d’homosexuels désireux de partager leur désarroi.

## Prix Pierre-Guénin (2009-2016)
Il crée en 2009, en partenariat avec l'association SOS Homophobie, le prix Pierre-Guénin qui récompense l'action d'une personne physique ou morale qui s'est illustrée au cours de l'année dans le combat contre l'homophobie et la reconnaissance des droits des LGBT.
La création de son prix contre l'homophobie, unique en son genre en France, s'inscrit logiquement dans un parcours militant constant, Pierre Guénin se battant depuis la fin des années 1960 pour la visibilité des homosexuels dans la société civile et les médias.
Le prix Pierre-Guénin, attribué de 2009 à 2016, disparaît après la mort de son fondateur en 2017.
En 2015, SOS Homophobie se retire du prix après des propos racistes publiés sur Facebook par Pierre Guénin. Après des appels au meurtre homophobes du président gambien Yahya Jammeh (« Que l’on égorge tout homme qui veut en épouser un autre »), Pierre Guénin avait fustigé « sa grosse gueule de Noir » et l'avait comparé à un gorille.

### Lauréats
2009
- Place des mythos, pièce de théâtre[4]

2010
- Le Baiser de la Lune, film d'animation de Sébastien Watel[4]

2011
- Hélène Mandroux, maire de Montpellier[4]

2012
- Louis Nicollin, président du club de football de Montpellier (prix retiré un mois plus tard)
- Virginie Despentes, écrivaine et réalisatrice française[5]
- Ludovic-Mohamed Zahed, psychologue, pour CALEM[5] ;

2013
- Sophia Aram, humoriste française[4]

2014
- Édouard Louis, écrivain, auteur de En finir avec Eddy Bellegueule[4],[6]
- Sébastien Lifshitz, réalisateur notamment du documentaire Les Invisibles[4],[6]

2015
- Jean-Paul Cluzel, haut fonctionnaire français[4]

2016
- Antoine Boutonnet, chef de la division nationale de lutte contre l’hooliganisme au ministère de l’Intérieur[4]

## Décoration
- Chevalier de l'ordre des Arts et des Lettres. Nommé par le ministre de la Culture et de la Communication (1er janvier 2012)

## Œuvres
- Le Jeu de la vérité. 40 vedettes écorchées vives, Paris, Le Terrain vague, 1961
- Le Sexe à trois faces : confessions d'hétérosexuels, bisexuels, homosexuels, Paris, Éditions S.A.N., 1975
- Hommes, paris, Éditions S.A.N., 1977
- Le Guide du futur, Paris, Le Cherche-Midi, coll. « Points fixes. Documents » no 1, 1984
- Paul ou les dévergondages d'un jeune bisexuel, Paris, Éditions S.A.N., 1987 (sous le pseudonyme Jean-Louis Danet)
- La Mort d'un ami : journal intime, Paris, Le Milieu du jour, 1990
- La Photo de nu masculin 1892-1992, 1992
- La Gay révolution 1920-2006, Saint-Étienne, Éditions Cosmo, 2006
- Martha et les homosexuels : chroniques des années disco : 1970-1980, Paris, Éditions Édilivre Aparis, 2009
- Zazou, un été 45, suivi de La Grande Shirley et de Fils de con, Saint-Étienne, Éditions Cosmo, 2011
- Dictionnaire des perles de stars, Paris, Société des écrivains, 2011